# Альберт Аахенский
Альберт Аахенский (лат. Alberti Aquensis, или Albericus Aquensis, фр. Albert d'Aix-la-Chapelle, англ. Albert of Aix) — хронист Первого крестового похода, каноник церкви в Ахене, живший в первой половине XII века.

## Биография
Подробности биографии его практически неизвестны. Известно лишь, что происходил он из Германии, и между 1121 и 1158 годами был каноником одной из церквей Аахена в Рейнской области. 
Традиционно ему приписывается авторство хроники под названием «Иерусалимская история» (лат. Historia Ierolsolimitana, или Chronicon Hierosolymitanum de Bello Sacro). Это латинское сочинение в двенадцати книгах охватывает период с 1095 по 1119 год и начинается с рассказа о Клермонском соборе, призвавшем европейских христиан к завоеванию Святой земли. Книги I—VI содержат описание крестового похода бедняков (1096), первого крестового похода (1096—1099), в книгах VII—XI излагается ранняя история Иерусалимского королевства до 1111 года, и, наконец, последняя XII книга описывает события в Утремере в 1111—1119 годах.
Вероятно, Альберт описывал крестовые походы в 20-х годах XII века со слов очевидцев и на основании доступных ему письменных источников, в том числе утраченной «Лотарингской хроники», но сам на Востоке никогда не был. Не столько строгий историк и летописец, сколько восторженный панегирист рыцарей-защитников христианства и блестящий художник религиозных и батальных сцен, он довольно небрежен в хронологии и топографии.
Тем не менее, его хроника пользовалась популярностью у современников, например, её использовал в качестве источника для своих сочинений известный хронист Гийом Тирский.
В ранних рукописях «Иерусалимской истории», получившей своё название у поздних переписчиков, не указывается имя её составителя, на основании чего некоторые исследователи, начиная с известного немецкого историка и источниковеда Вильгельма Ваттенбаха, выражали обоснованные сомнения в авторстве Альберта из Аахена.